# Breaking Point (Band)
Breaking Point ist eine US-amerikanische Alternative-Rock-Band, welche 1999 gegründet wurde.

## Geschichte
Im Jahr 2001 nach Coming of Age wechselte die Band den Schlagzeuger. Für Jody Abbott kam Aaron Dauner, der der Band vom ehemaligen Creed-Bassisten Brett Hestla empfohlen worden war. Die Band tourte im Sommer 2006 mit Scott Stapp, der früher ebenfalls bei Creed gewesen war, durch die USA. Die aktuelle Single heißt All Messed Up. Im Song Brother ist Josey Scott als Gastsänger zu hören.

## Rezeption
Ihre Musik wurde bei mehreren Filmen als Soundtrack verwendet. Unter anderem war das bei Fantastic Four und bei The Scorpion King der Fall. Außerdem wurde das Lied One of a kind als Entrance-Lied des Wrestlers RVD verwendet.

## Diskografie
- 2001: Coming of Age
- 2005: Beautiful Disorder